# マカラオ川
マカラオ川（マカラオかわ、Río Macarao）は、ベネズエラの首都地区リベルタドル市とミランダ州を流れる川で、グアイレ川の支流である。

## 地理

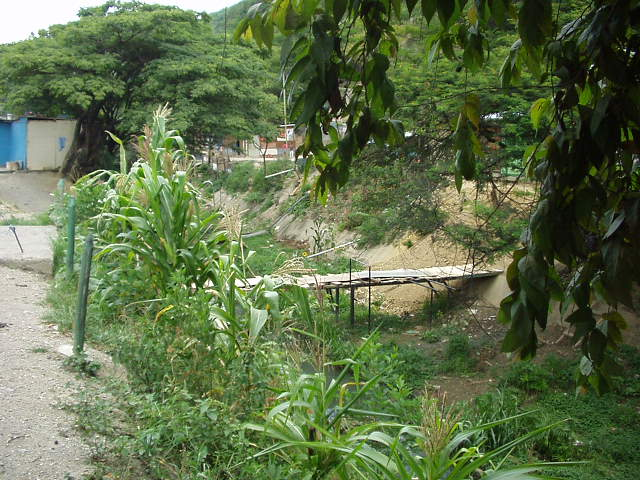
マカラオにある木の橋 (2004年8月)

首都地区南西部の山地に源を発し、東に向かって流れ、マカラオ・ダムでダム湖を作る。そこからさらに東に向かい、カラカスの南西の外れ、ラスアドフンタスでサンペドロ川と合流する。合流後の川は、グアイレ川と呼ばれ、カラカス盆地に向かう。
流路の大部分は首都地区リベルタドル市内だが、途中で一部ミランダ州内を流れる。山地を流れ、谷沿いにわずかに平地を作る程度。下流部をのぞき、流域の大部分がマカラオ国立公園に含まれる。下流部のマカラオやラスアドフンタスの谷は、住宅地や工業用地になっている。

## 流域の都市
- カラカス　（マカラオ、ラスアドフンタス）